# Balfourdeklarationen (1917)

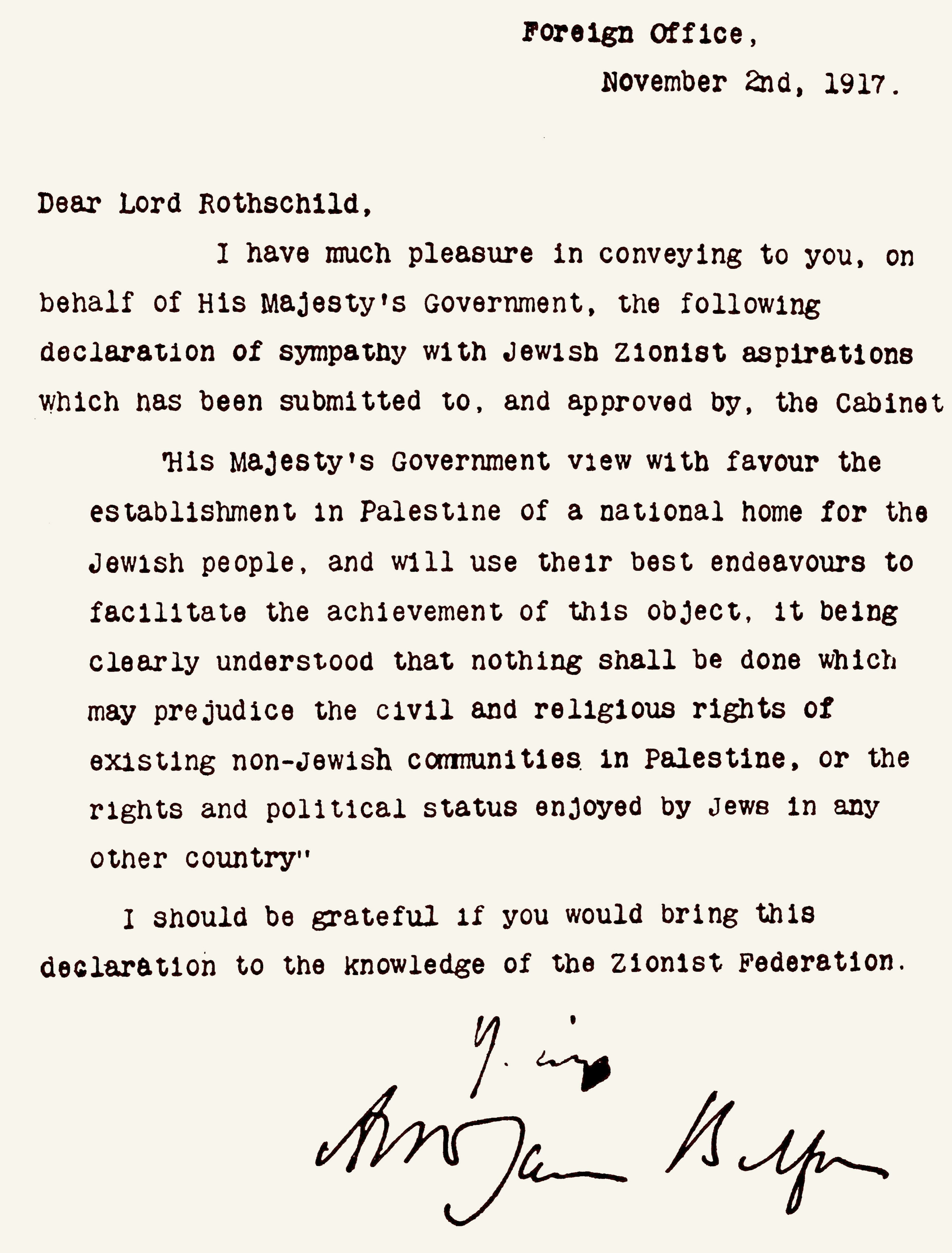
Balfourdeklarationen.

Balfourdeklarationen (engelska: Balfour Declaration) är ett yttrande den 2 november 1917 av den brittiske utrikesministern Arthur James Balfour, i vilket han meddelar lord Walter Rothschild, ledaren för det judiska samfundet i England, att den brittiska regeringen stöder förslaget att upprätta ett judiskt hemland i Palestina, dock under förutsättning att detta inte skulle komma att inkräkta på i Palestina redan existerande icke-judiska samhällens civila och religiösa rättigheter eller judars rättigheter och politiska status i något annat land. År 1917 var Palestina fortfarande formellt en del av det Osmanska riket men blev efter första världskriget ett område som förvaltades av Storbritannien på uppdrag av Nationernas förbund.
Innehållet i meddelandet var avsett att vidarebefordras av Rothschild till Sionistiska federationen, en paraplyorganisation för olika judiska grupper som länge kämpat för att upprätta ett judiskt hemland i Palestina.
Balfourdeklarationen som avsåg att vinna alla världens judar för ententens sak i det då pågående första världskriget, ledde bland annat till upprättandet av Brittiska Palestinamandatet 1920 och utgjorde till andra världskriget en av  hörnstenarna i den brittiska Palestinapolitiken.

## Brevet i översättning
Utrikesdepartementet 

2 november 1917 

Käre Lord Rothschild, 

Det bereder mig stor glädje, att å regeringens vägnar överbringa Eder följande deklaration av medkänsla med de judiska sionisternas strävanden, vilka har blivit underställda och bifallna av kabinettet:

"Regeringen ser med välvilja på en i Palestina upprättad nationell hemvist för det judiska folket och kommer att på bästa sätt bemöda sig om att underlätta verkställandet av denna avsikt, under den otvetydiga förutsättningen att intet må göras som kan inverka menligt på de mänskliga eller religiösa rättigheterna hos befintliga icke‑judiska samhällen i Palestina, eller de rättigheter och den politiska ställning som åtnjuts av judar i något annat land." 

Jag skulle vara tacksam om Ni ville göra denna deklaration veterlig för den Sionistiska federationen. 

Eder tillgivne

Arthur James Balfour